# شهرستان کلووی (کنتاکی)
شهرستان کلووی، کنتاکی (به انگلیسی: Calloway County, Kentucky) یک سکونتگاه مسکونی در ایالات متحده آمریکا است که در کنتاکی واقع شده‌است.

## خصوصیات
شهرستان کلووی ۱٬۰۶۴٫۴۹ کیلومترمربع مساحت دارد.